# Municipio de Tapalapa
El municipio de Tapalapa es uno de los 124 municipios que conforman al estado de Chiapas, México, ubicado en la Región De Los Bosques.

## Toponimia
El nombre de Tapalapa en zoque quiere decir "Tierra del agua desparramada".

## Historia

### Fundación
Antes de la llegada de los conquistadores españoles a Chiapas, el territorio del Municipio de Tapalapa pertenecía a la nación zoque; sus habitantes comerciaban con la grana-cochinilla y con el ámbar.

### Principales hechos históricos
- Durante la época colonial, los pobladores de la zona fueron tratados con suma crueldad, como testimonio de ello existe un acta que el capitán Diego de Mazariegos hizo levantar contra Pedro de Guzmán, alcalde de Coatzacoalcos encomendero de Tapalapa, por las depredaciones que cometió en la Región, entre las cuales se menciona el tormento al que se sometió a los señores principales de Tapala.
- En 1734 ya figura como uno de los principales pueblos tributarios de la "Real Hacienda y Caxa de la ciudad de Santhiago de Goathemala", encargada de cobrar los tributos de la corona española.
- En 1769 una terrible plaga de langosta termina con los sembradíos Tapalapa, misma que ocasionó inmediatamente después una terrible hambruna.
- En 1883 el pueblo de Tapalapa pasa a depender del recién creado Departamento de Mezcalapa.
- En 1915 desaparecen las jefaturas políticas y se crean 59 municipios libres, siendo éste una delegación del municipio de Pantepec.
- En 1983 para efectos del Sistema de Planeación, se ubica en la región V Norte.
- De acuerdo con el Diario Oficial del Estado de Chiapas, número 299 del 11 de mayo de 2011, la regionalización de la entidad quedó conformada por 15 regiones socioeconómicas, dentro de las cuales el municipio de Tapalapa está contenido en la Región VII De Los Bosques.

## Información geográfica

### Ubicación
Se ubica en la Región Socioeconómica VII De los Bosques. Limita al norte con Chapultenango, al este con Pantepec, al sur con Coapilla; y al oeste con Ocotepec. Las coordenadas de la cabecera municipal son: 17°11'22" de latitud norte y 93°06'17" de longitud oeste y se ubica a una altitud de 1703 metros sobre el nivel del mar. Con una superficie territorial de 66.05 km² ocupa el 0.09% del territorio estatal.

### Clima
Los climas existentes en el municipio son: Cálido húmedo con lluvias todo el año (14.14%) y Semicálido húmedo con lluvias todo el año (85.86%).
En los meses de mayo a octubre, las temperaturas mínimas promedio se distribuyen porcentualmente de la siguiente manera: de 9 a 12 °C (6.52%), de 12 a 15 °C (47.33%) y de 15 a 18 °C (46.15%). En tanto que las máximas promedio en este periodo son: De 21 a 24 °C (24.41%), de 24 a 27 °C (62.24%) y de 27 a 30 °C (13.36%).
Durante los meses de noviembre a abril, las temperaturas mínimas promedio se distribuyen porcentualmente de la siguiente manera: de 6 a 9 °C (29.35%), de 9 a 12 °C (57.23%) y de 12 a 15 °C (13.42%). Mientras que las máximas promedio en este mismo periodo son: De 15 a 18 °C (2.16%), de 18 a 21 °C (71.95%) y de 21 a 24 °C (25.89%).
En los meses de mayo a octubre, la precipitación media es: de 1700 a 2000 mm (6.69%), y de 2000 a 2300 mm (93.31%). En los meses de noviembre a abril, la precipitación media es: de 500 a 600 mm (0.02%), de 600 a 700 mm (2.8%), de 700 a 800 mm (11.62%), de 800 a 1000 mm (24.06%), de 1000 a 1200 mm (60.66%) y de 1200 a 1400 mm (0.85%).

### Vegetación
La cobertura vegetal y el aprovechamiento del suelo en el municipio se distribuye de la siguiente manera: Bosque mesófilo de montaña (secundaria) (59.28%), Bosque mesófilo de montaña (23.04%), Selva alta perennifolia (secundaria) (11.78%), Bosque de pino (secundaria) (3.01%), Bosque de pino (1.8%), Bosque de pino-encino (secundaria) (0.64%), y Pastizal cultivado (0.44%).

### Edafología
Los tipos de suelos presentes en el municipio son: Phaeozem (73.34%), Luvisol (26.63%), y Leptosol (0.03%).

### Geología
Los tipos de roca que conforman la corteza terrestre en el municipio son: Andesita-Brecha volcánica intermedia (roca ígnea extrusiva) (70.32%) y Caliza (roca sedimentaria) (29.68%).

### Fisiografía
El municipio se encuentra en la región fisiográfica Montañas de Norte.
La altura del relieve varía entre los 900 m y los 2.400 m s. n. m.
Las formas del relieve presentes en el municipio son: Sierra alta escarpada compleja (100%).

### Hidrografía
El municipio se ubica dentro de las subcuencas río Chicoasén y presa Netzahualcóyotl que forman parte de la cuenca río Grijalva-Villahermosa, y las subcuencas río Zayula, río Tzimbac, río de la Sierra, río Pichucalco, forma parte de la cuenca río Grijalva-Villahermosa.
Las principales corrientes de agua en el municipio son: río Napac, río Blanca Rosa, arroyo Tzingupiac, río Tzabipac, río Cuachi, arroyo Chinín, arroyo Zachabaná, arroyo El Limón, arroyo Nahuacá y río Negro; y las corrientes intermitentes: arroyo San Isidro.

### Áreas naturales protegidas
El municipio cuenta con una superficie protegida o bajo conservación de 101.49 ha, que representa el 1.54% de la superficie municipal.
Las áreas naturales protegidas estatales que se ubican en el municipio son: Zona Sujeta a Conservación Ecológica Tzama Cun Pümy (101.49 ha).

## Localidades
En el censo de 2020 el municipio de Tapalapa contaba con 20 localidades.
| Código INEGI    | Localidad                   | Población (2020) |
| --------------- | --------------------------- | ---------------- |
| 070900001       | Tapalapa                    | 2 272            |
| 070900003       | Mazono                      | 426              |
| 070900020       | Sagrado Corazón de Jesús    | 248              |
| 070900002       | Blanca Rosa                 | 213              |
| 070900009       | San Antonio                 | 192              |
| 070900021       | Veinte de Noviembre         | 186              |
| 070900007       | El Porvenir                 | 179              |
| 070900005       | Palestina                   | 146              |
| 070900018       | Nuevo Progreso              | 122              |
| 070900004       | Liquidámbar                 | 111              |
| 070900014       | San Antonio Blanca Rosa     | 111              |
| 070900027       | Arroyo Seco                 | 84               |
| 070900015       | San Isidro                  | 49               |
| 070900016       | Buenavista                  | 47               |
| 070900029       | Buena Vista primera sección | 47               |
| 070900008       | San Agustín                 | 42               |
| 070900030       | Linda Vista                 | 42               |
| 070900031       | Loma Alta                   | 22               |
| 070900017       | Buenavista                  | 5                |
| 070900022       | Río Cuachi                  | 3                |
| Total municipal | Total municipal             | 4 547            |